# Alexis Langlois
Pour les articles homonymes, voir Langlois.
Alexis Langlois est un réalisateur et scénariste français, né en 1989 au Havre.

## Biographie
Originaire du Havre, en Normandie, il s'installe à Paris en 2007 pour étudier le cinéma à l'université Paris 8 Vincennes-Saint-Denis et à l'École nationale supérieure d'arts de Paris-Cergy. Sa sœur, Justine Langlois, est une actrice qui apparaît régulièrement dans ses films.

### Carrière
Il réalise d'abord plusieurs courts-métrages dont le plus remarqué, Les Démons de Dorothy, a remporté le Pardino d'argento SRG SSR pour la compétition internationale du Festival international du film de Locarno 2021. Il est également deux fois finaliste du prix Iris, pour De la terreur, mes sœurs en 2021 et pour Les Démons de Dorothy en 2022.
En 2023, il réalise Marathon, un clip vidéo pour le chanteur pop Bilal Hassani, avec l'acteur pornographique François Sagat.
Son premier long-métrage est Les Reines du drame, présenté à la Semaine de la critique du Festival de Cannes 2024 et y reçoit le prix têtu· du film queer pour son film.

### Vie privée
Il s'identifie comme non binaire.

## Filmographie

### Cinéma

#### Courts-métrages
- 2012 : Mascarade
- 2014 : Je vous réserve tous mes baisers
- 2016 : Fanfreluches et idées noires
- 2017 : À ton âge le chagrin c'est vite passé
- 2017 : Debout demain
- 2019 : De la terreur, mes sœurs !
- 2021 : Les Démons de Dorothy

#### Longs-métrages
- 2024 : Les Reines du drame

### Clip vidéo
- 2020 : El Sueño de Perez[8]
- 2023 : Marathon de Bilal Hassani